# Pallavolo ai VII Giochi panafricani - Torneo maschile
Il torneo maschile di pallavolo ai VII Giochi panafricani si è svolto dall'11 al 18 settembre 1999 a Johannesburg, in Sudafrica, durante i VII Giochi panafricani. Al torneo hanno partecipato 10 squadre nazionali africane e la vittoria finale è andata per la seconda volta al Camerun.

## Squadre partecipanti
| - Camerun - Egitto - Ghana - Guinea-Bissau - Kenya - Nigeria - Ruanda - Seychelles - Sudafrica - Zambia |

## Fase finale

### Finali 1º e 3º posto
|  | 1º posto - 4º posto | 1º posto - 4º posto | 1º posto - 4º posto |         |         | 1º/2º posto | 1º/2º posto | 1º/2º posto |  |
|  |                     |                     |                     |         |         |             |             |             |  |
|  | Camerun             | Camerun             | 3                   |         |         |             |             |             |  |
|  | Camerun             | Camerun             | 3                   |         |         |             |             |             |  |
|  | Egitto              | Egitto              | 1                   |         |         |             |             |             |  |
|  | Egitto              | Egitto              | 1                   |         | Camerun | Camerun     | 3           |             |  |
|  |                     |                     |                     |         | Camerun | Camerun     | 3           |             |  |
|  |                     |                     | Nigeria             | Nigeria | 2       |             |             |             |  |
|  | Nigeria             | Nigeria             | Nigeria             | Nigeria | 2       | 3           |             |             |  |
|  | Nigeria             | Nigeria             |                     |         |         | 3           |             |             |  |
|  | Sudafrica           | Sudafrica           | X                   |         |         | 3º/4º posto | 3º/4º posto | 3º/4º posto |  |
|  | Sudafrica           | Sudafrica           | X                   |         |         |             |             |             |  |
|  |                     |                     |                     |         |         |             |             |             |  |
|  |                     |                     |                     |         |         | Egitto      | Egitto      | 3           |  |
|  |                     |                     |                     |         |         | Egitto      | Egitto      | 3           |  |
|  |                     |                     |                     |         |         | Sudafrica   | Sudafrica   | 0           |  |

## Classifica finale
| Classifica | Squadre       |
| ---------- | ------------- |
|            | Camerun       |
|            | Nigeria       |
|            | Egitto        |
| 4          | Sudafrica     |
| 5          | Kenya         |
| 6/8        | Zambia        |
| 7          | Ghana         |
| 8/6        | Seychelles    |
| 9          | Ruanda        |
| 10         | Guinea-Bissau |